# Jan Koła
Jan Koła (? - 1543), membre de la noble famille polonaise Kołowie (pl), hetman de la Couronne (1529), castellan de Halicz.

## Biographie
Jan Koła est le fils de Paweł Koła (pl), chambellan de Halicz, castellan de Halicz et de Brunetta Chodecka.
En 1506, il participe à la guerre en Moldavie. En 1513 est nommé chambellan de Halicz, puis castellan en 1520. En 1529, il est nommé hetman de la Couronne et repousse une incursion de l'hospodar Pierre IV Rareș, mais subit une défaite à la bataille de Khotyn, le 31 décembre 1530.
En 1534, il repousse une incursion tatare en Volhynie. En 1539, il cède sa Boulava à son petit-fils Mikołaj Sieniawski.

## Mariages et descendance
Il épouse en premières noces Małgorzata z Baliniec qui lui donne deux enfants :
- Katarzyna Koła épouse de Mikołaj Sieniawski
- Anna Koła

Il épouse ensuite Zofia Herburtowska.

## Sources
- (pl) Cet article est partiellement ou en totalité issu de l’article de Wikipédia en polonais intitulé « Jan Koła » (voir la liste des auteurs).